# Rohan Delacombe
Sir Rohan Delacombe KCMG KCVO KBE CB DSO KStJ (* 25. Oktober 1906 auf dem Familiensitz Shrewton Manor bei Salisbury, Vereinigtes Königreich; † 10. November 1991) war ein britischer Generalmajor und Gouverneur des australischen Bundesstaats Victoria. Delacombe war von 1959 bis 1963 der neunte Kommandant des Britischen Sektors von Berlin und somit einer der alliierten Stadtkommandanten.

## Leben
1926 trat Delacombe in die Armee ein. Im Regiment der Royal Scots war er in Ägypten, China, Britisch-Indien und Palästina (1937–1939) stationiert. Nach Ausbruch des Zweiten Weltkriegs war er Teil der British Expeditionary Force, die an der französisch-belgischen Grenze den Vormarsch der deutschen Armee aufhalten sollte. Nachdem dies gescheitert war, wurden die britischen Truppen im Rahmen von Operation Dynamo zurück an die englische Küste gebracht. Anschließend diente er im Generalstab an der Seite von de Wiart, um die Besetzung Norwegens (Operation Weserübung) zu verhindern. 1942 wurde er zum Kommander des 8. Bataillons der Royal Scots ernannt. 1944 führte er das Bataillon bei der Landung der alliierten Truppen in der Normandie (Operation Overlord). Nach dem Krieg war er ab 1947 Teil der britischen Besatzungstruppen in Deutschland, zunächst als Oberst im Generalstab der britischen Rheinarmee. Von 1959 bis 1963, u. a. während der Berlin-Krise, war er als Nachfolger von Francis Rome Kommandant des Britischen Sektors von Berlin und somit einer der alliierten Stadtkommandanten. Er wurde in dieser Funktion durch Claude Dunbar abgelöst.
Nachdem er 1962 aus der Armee ausgeschieden war, wurde er zum Gouverneur des australischen Bundesstaats Victoria ernannt und blieb dies bis 1974. In seine Amtszeit fiel die letzte Hinrichtung auf australischem Boden. Delacombe wurde gebeten, die Todesstrafe in eine lebenslange Haft umzuwandeln. Nach einer Unterredung mit dem Kabinett des Premierministers von Victoria entschied sich Delacombe jedoch gegen eine Begnadigung. Ronald Ryan wurde schließlich am 3. Februar 1967 wegen Mordes an einem Vollzugsbeamten gehängt.

## Auszeichnungen
- Companion of the Distinguished Service Order (1944)
- Knight Commander of the Order of St. Michael and St. George (1964)
- Knight Commander of the Royal Victorian Order
- Knight Commander of the Order of the British Empire (1961)
- Commander of the Order of the British Empire (1951)
- Knight of the Order of St. John
- Companion of the Order of the Bath (1957)